# Al-Ka’ida Islamskiego Maghrebu
Al-Ka’ida Islamskiego Maghrebu (arab. ‏القاعدة في بلاد المغرب الإسلامي‎) – filia terrorystycznej organizacji Al-Ka’ida w afrykańskim Maghrebie i Sahelu, wywodząca się z Salafickiej Grupy Modlitwy i Walki (GSPC).

## Dzieje
Po dziesięciu latach wojny domowej w Algierii (1991–2000), która rozpoczęła się po obaleniu Islamskiego Frontu Ocalenia, doszło wówczas do rozłamu wśród fundamentalistów islamskich. Wydzieliła się wówczas Salaficka Grupa Modlitwy i Walki, która wypowiedziała wojnę rządowi i dawnym towarzyszom, którzy poszli na ugodę. Jednak rebelianci nie mogący stawić czoła przeciwnikowi, w 2003 wycofali się w głąb Sahary do takich krajów jak Mali, Niger i Czad. Po zamach na pociągi kolejki podmiejskiej na stacji Madryt Atocha z 2004, Amerykanie wspierali krajowe armie, państw, które musiały uporać się z terroryzmem.
Od tego momentu terroryści ukrywali się w górskich kryjówkach, skąd prowadzili rajdy na konwoje wojsk oraz porywali dla okupu cudzoziemców. W związku z trudną sytuacją islamskich radykałów na terenach pustynnych w 2007 Salaficka Grupa Modlitwy i Walki dołączyła do międzynarodowej siatki Al-Ka’idy, stając się jej filią w Afryce Północnej, zmieniając jednocześnie nazwę na Al-Ka’idę Islamskiego Maghrebu. Zapewniło to bojownikom z Maghrebu polityczne, logistyczne i finansowe wsparcie z centrali. Z kolei zmiana „dżihadu” z lokalnego na globalny, ułatwiło werbowanie bojowników. Liderem ugrupowania został Abu Musab Abdel Wadoud.

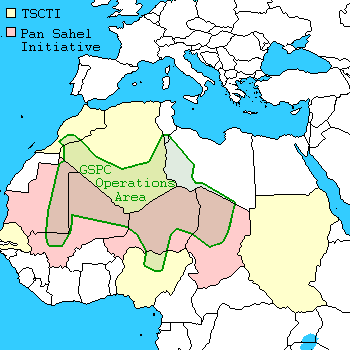
Zasięg działań partyzanckich Al-Ka’idy Islamskiego Maghrebu

Z powodu masowych porwań dla okupu, w 2008 zaprzestano w Afryce rozgrywać słynny rajd Paryż-Dakar, wiodący przez pustynne tereny Sahary. W październiku 2011 doszło do rozłamu w Al-Ka’idzie Islamskiego Maghrebu. Przeciwko dominacji Algierczyków w organizacji wystąpili Mauretańczycy, którzy założyli Ruch na rzecz Jedności i Dżihadu w Afryce Zachodniej (MUJAO). Odnosili się oni do ideologii Usamy ibn Ladina, współtwórcy Al-Ka’idy, zabitego w maju 2011. Mimo iż pod innymi nazwami ugrupowania te nadal współpracowały ze sobą.
Terroryści pozyskiwali broń, nie tylko kupując ją za pieniądze pochodzące z okupu, ale także rabowali magazyny wojskowe. W czasie wojny w Libii w 2011, Al-Ka’ida Islamskiego Maghrebu pozyskiwała broń i przerzucała je do swojego bastionu w Afryce, czyli do Mali. Konwoje ze wschodniej Libii wywoziły granatniki przeciwpancerne RPG-7, kałasznikowy, amunicję i granaty do Mali przez Czad i Niger. Ponadto w ręce terrorystów wpadły wyrzutnie pocisków rakietowych ziemia-powietrze Strieła. Broń pochodziła ze splądrowanych składów broni. Przerzutem broni zajmowali się przemytnicy, współpracujący z organizacją terrorystyczną.
Uzbrojeni terroryści wsparli w 2012 Tuaregów, którzy wzniecili powstanie w Mali. Po trzymiesięcznej kampanii wojennej, 6 kwietnia 2012, Tuaregowie proklamowali niepodległość Azawadu, północnego obszaru Mali, kontrolowanego przez tuareski Narodowy Ruch Wyzwolenia Azawadu i islamistyczne ugrupowania powiązane z Al-Ka’ida Islamskiego Maghrebu, takie jak Ruch na rzecz Jedności i Dżihadu w Afryce Zachodniej i Ansar ad-Din. Radykałowie sprzeciwiali się niepodległości Azawadu, jednak podpisali porozumienie z Tuaregami. Pod koniec czerwca 2012, islamiści zaczęli burzyć zabytkowe obiekty w Timbuktu wpisane na światową listę UNESCO oraz po kilkudniowych walkach wyparli tuareskich rebeliantów z głównych miast Azawadu, przejmując nad nim pełną kontrolę.